# Carl Anders Georg Ahnström
Carl Anders Georg Ahnström, född 24 april 1839 i Västra Husby församling, Östergötlands län, död 13 januari 1904 i Linköping, var en svensk militär.

## Biografi
Carl Anders Georg Ahnström föddes 1839 på Korssätters säteri i Västra Husby socken. Han var son till översten Malcolm Ahnström vid Första livgrenadjärregementet och Teodora Wilhelmina Enblom. Ahnström blev 19 januari 1854 kadett, 23 mars 1860 underlöjtnant vid Andra livgrenadjärregemente och 3 juni 1862 vid regementet. Han blev 7 september 1864 andreadjutant, 9 augusti 1869 löjtnant i regementet, 24 augusti 1872 försteadjutant och 5 juni 1874 regementskvartermästare. Ahnström blev 4 juli 1879 kapten i regementet, 3 september 1885 kapten av första klassen, 2 november 1888 major, 6 juli 1891 överstelöjtnant och 30 april 1897 överstes avsked.
Ahnström tilldelades riddare av Svärdsorden och kommendör av andra klassen av Vasaorden.
Han var även politiker och ordförande i Linköpings stadsfullmäktige, samt ledamot av Östergötlands landsting. Ahnström var ordförande i Linköpings brandstyrelse, ordförande i centralstyrelsen för Östergötlands enskilda bankt.
Han var ledamot av direktionen för Göta kanal och direktör för kanalens Östgötalinje. var även verkställande direktör för Kinda Kanalbolag, ordförande i styrelsen för Östra centralbanan, ordförande i Östergötlands jaktvårdsföreningen och  Östergötlands skytteförbund. 

### Familj
Ahnström gifte sig 10 december 1867 med Sophia Fredrika Lovisa Taube (1843–1929), dotter till kaptenen Otto Evert Taube och grevinnan Adamina Wilhelmina Cronstedt af Fullerö. De fick tillsammans barnen löjtnanten Wilhelm Malcolm Ahnström (1868–1900), brandchefen Carl Otto Ahnström (1871–1919), Thora Ahnström (född 1877) och Erik Gustaf Ahnström (född 1882).